# Древности Российского государства
«Дре́вности Росси́йского госуда́рства» (рус. дореф. Древности Россійскаго Государства) — подготовленный Фёдором Солнцевым научный труд, с максимальной точностью описывающий основные памятники истории России. Выпущен в Москве в течение 1849—1853 годов.
Издание состояло из альбомов, которые включают 500 листов цветных хромолитографий памятников русской культуры, а также нескольких тетрадей текстового печатного материала.
Самая дорогая из русских исторических книг (стоимость доходит до 750 тыс. долларов США). В 2013 году полный комплект хромолитографий из 506 листов в одинаковых старых переплётах был оценён в 5-6 млн рублей.

## Цель издания
Появление на свет этого издания связано с зарождением русско-византийского художественного стиля и развитием так называемой «художественной археологии». Родоначальником этого направления в России принято считать художника Ф. Г. Солнцева (1801—1892). Значение художественной археологии было особенно велико в условиях, когда фотография только делала первые шаги, а цветная фотография и вовсе отсутствовала.
Подготовка издания началась по предписанию президента Академии художеств А. Н. Оленина и по высочайшему повелению императора Николая I «чтобы всё заслуживающее внимания и составляющее материал истории или предмет археологической любознательности учёных и художников было срисовано со всею отчетливостью, описано и издано в свет».

## История создания
С 1830 года на протяжении двадцати с лишним лет Ф. Г. Солнцев совершал многочисленные поездки по старинным русским городам, монастырям и церквям, где тщательно зафиксировал памятники истории и культуры. За это время художник посетил Новгород, Рязань, Торжок, Юрьев-Польский, Смоленск и другие города, в Москве занимался в Оружейной палате, в Успенском и Архангельском соборах.
Солнцев тщательно воспроизводил акварелью все старинные вещи, имеющие какое-либо историческое значение, и все свои рисунки пересылал Оленину, который постоянно руководил этими работами и давал ему подробные инструкции. После смерти Оленина работу Солнцева контролировал лично император Николай I.
Срисовывая и подробно исследуя царскую утварь в Оружейной палате, художник сделал ряд открытий, позднее, впрочем, поставленных под сомнение. Он установил, что так называемые венец и бармы Мономаха изготовлены при царе Михаиле Фёдоровиче в Греции, так называемая шапка Астраханская сделана при Михаиле Фёдоровиче, а шапка Сибирская — при Алексее Михайловиче.
За свои труды Ф. Г. Солнцев был пожалован орденами Святого Владимира IV степени, Святого Станислава II степени с короной, а за исполненную в программе от Императорской Академии художеств картину, награждён званием академика.

## Содержание
Результатом многолетней деятельности Солнцева стало огромное наследие — больше пяти тысяч красочных акварелей и рисунков, часть которых и вошла в «Древности Российского государства». Среди них — несохранившиеся до наших дней предметы из Патриаршей ризницы Московского Кремля, кремлёвского Успенского собора, храмов и монастырей Новгорода и других городов, а также рисунки простонародных, ныне по большей части уже исчезнувших, костюмов разных местностей России.
Издание состоит из VI отделений включающих альбомы с иллюстрациями и книги с описанием содержания.
Список томов

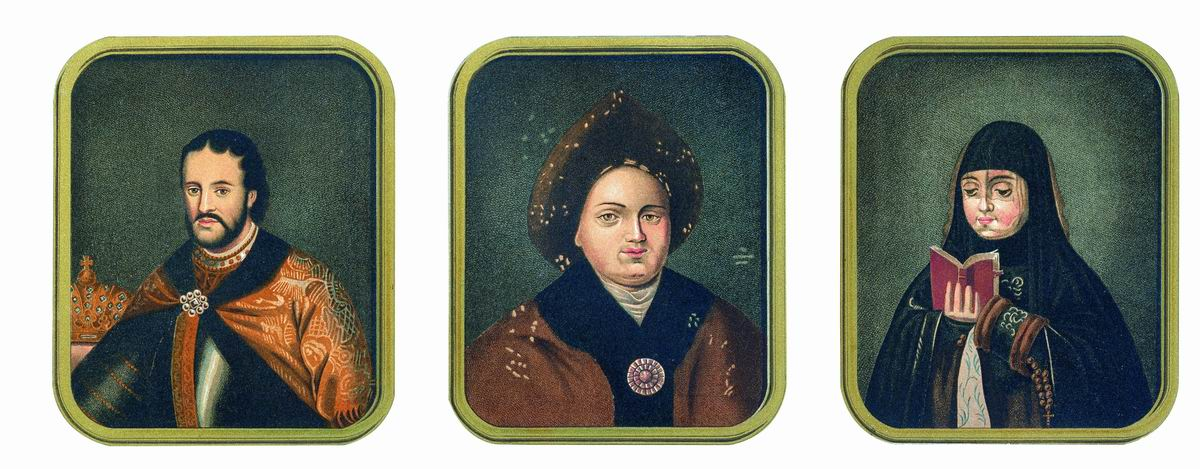
Портреты Иоанна Алексеевича, Марфы Алексеевны и Евдокии Фёдоровны

- Отделение I. Св. иконы, кресты, утварь храмовая и облачение сана духовного
- Отделение I. Альбом
- Отделение II. Древний чин царский, царские утвари и одежды
- Отделение II. Альбом
- Отделение III. Броня, оружие, кареты и конская сбруя
- Отделение III. Альбом
- Дополнение к III отделению, Русские старинные знамёна
- Рисунки к изданию «Русские старинные знамёна»
- Отделение IV. Древние великокняжеские, царские, боярские и народные одежды, изображения и портреты
- Отделение IV. Альбом
- Отделение V. Древняя столовая и домашняя утварь
- Отделение V. Альбом
- Отделение VI. Памятники древнего русского зодчества
- Отделение VI. Альбом

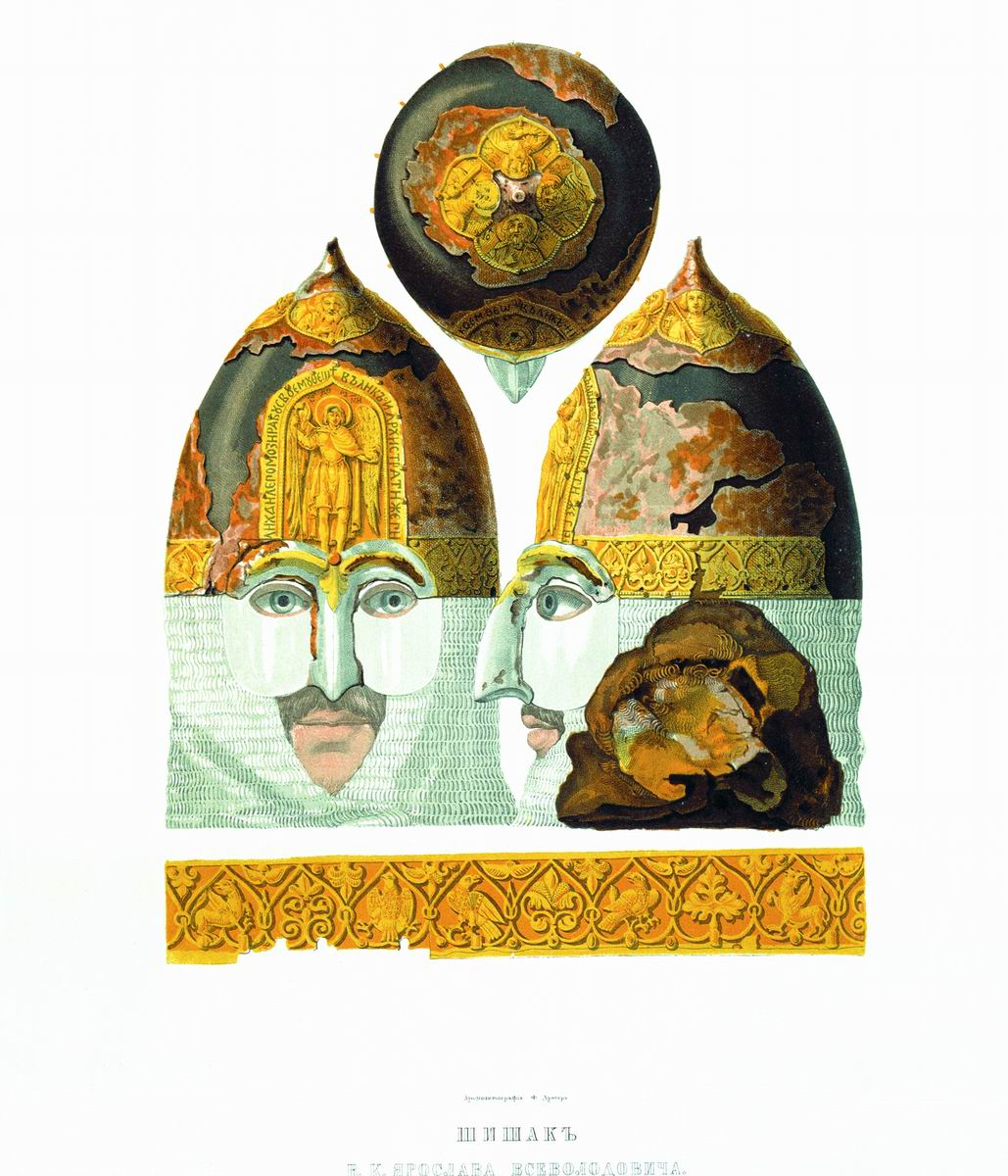
Шлем Ярослава Всеволодовича
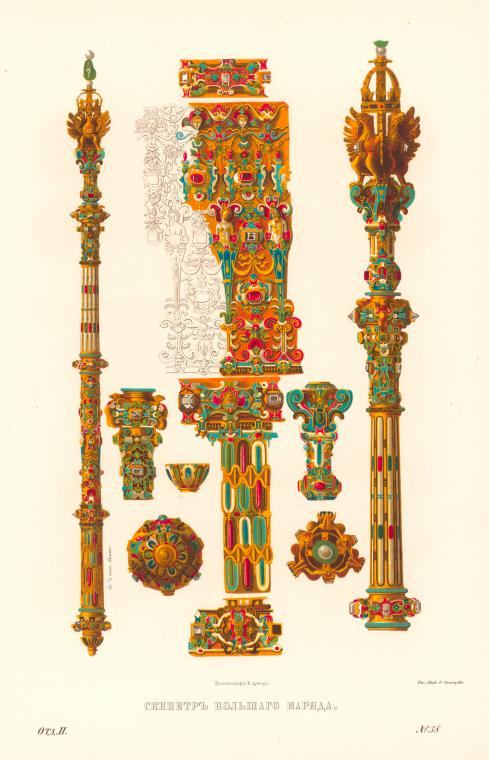
Скипетр Большого наряда
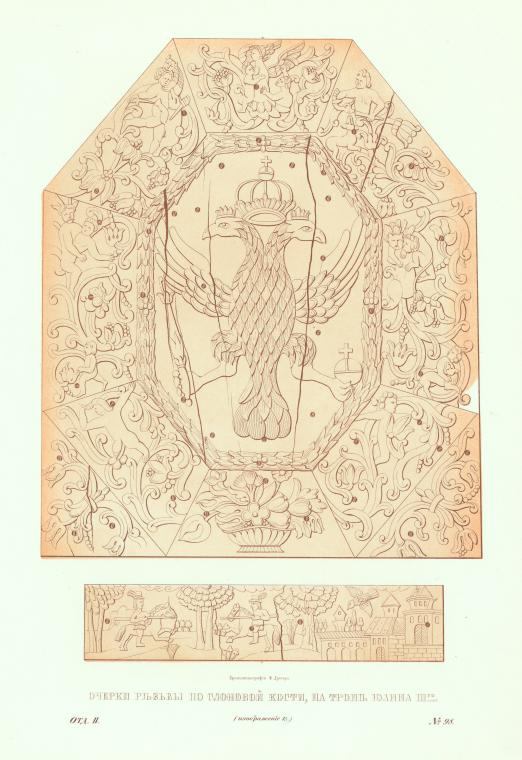
Элемент отделки трона Ивана Грозного
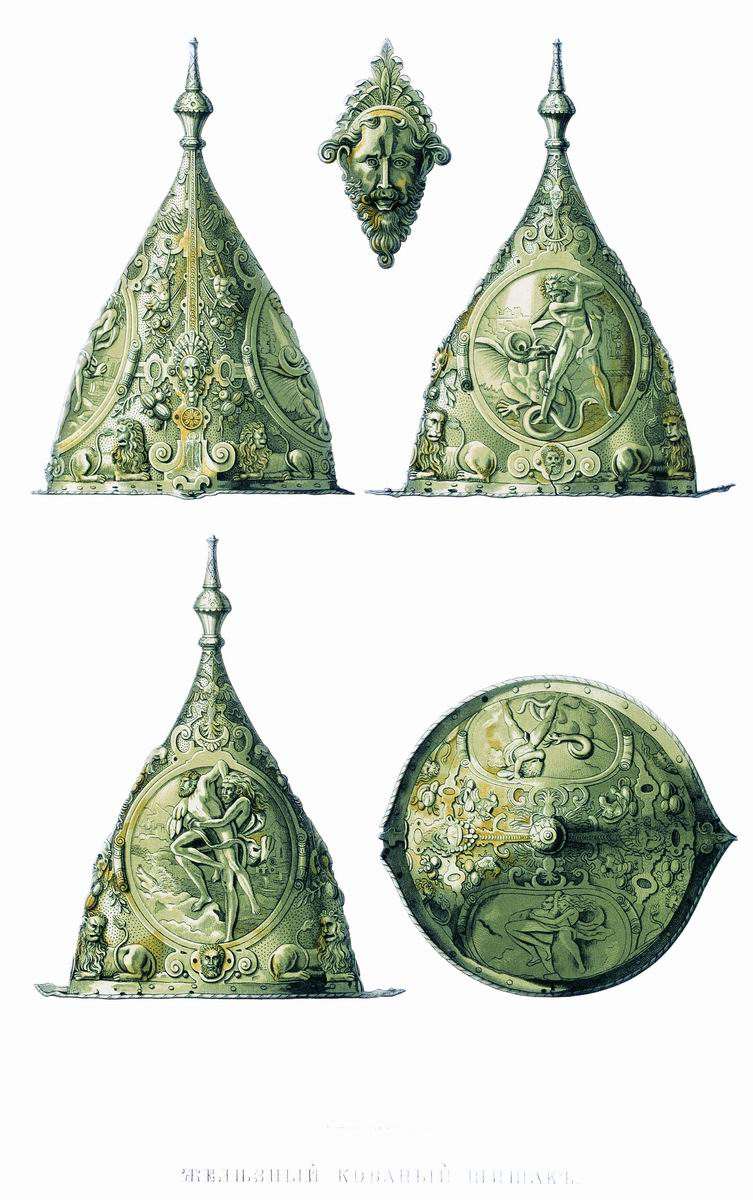
Шлем 1590 года, поднесённый Павлом Сапегой в дар от польского короля Сигизмунда III царю Фёдору Ивановичу
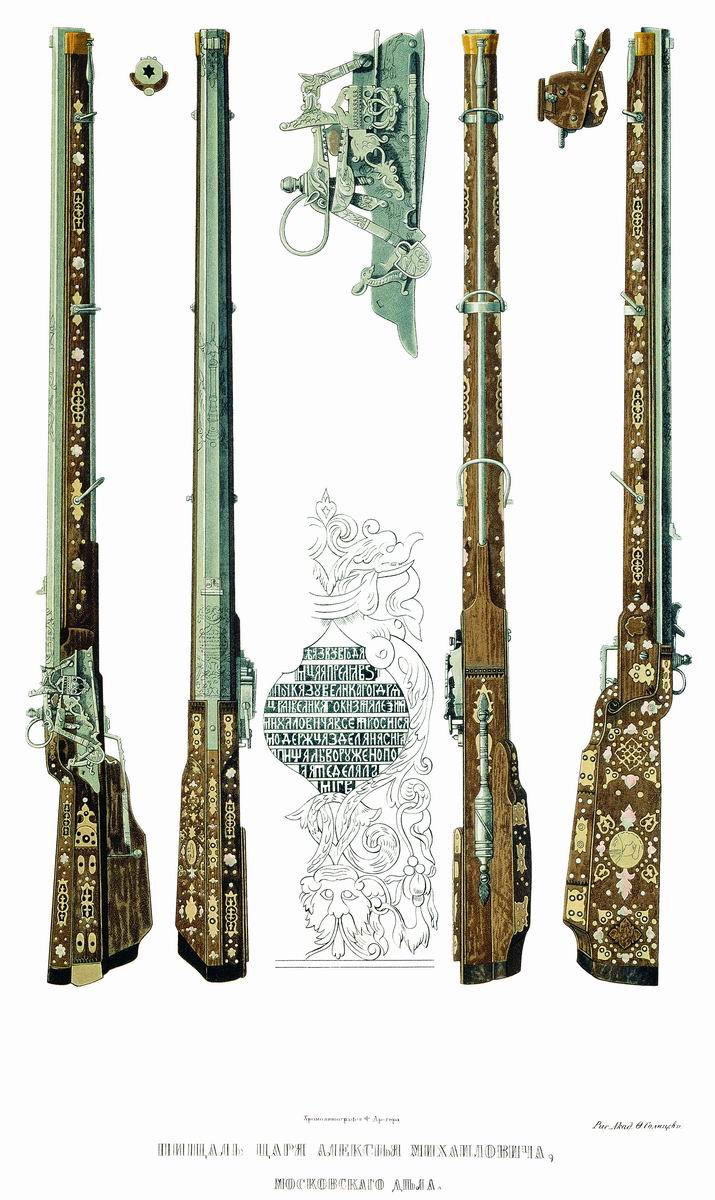
Нарезная пищаль 1654 года царя Алексея Михайловича
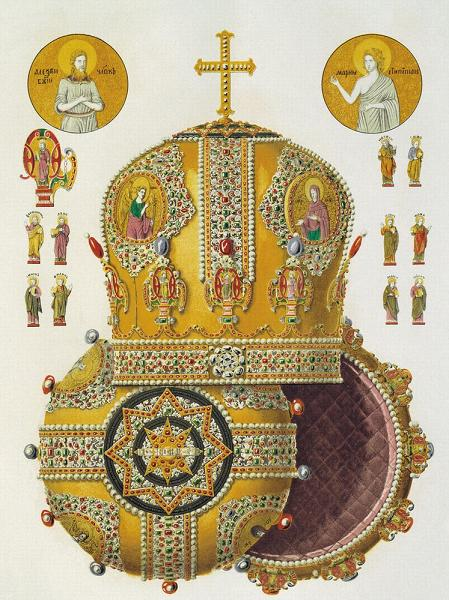
Митра патриарха Никона

## Переиздание
Впервые переиздание «Древностей» было осуществлено в полном комплекте в 2006 году в Санкт-Петербурге. Репринтная копия включает 14 томов (шесть отделений альбомов, одно дополнение к III отделению альбома, шесть отделений каталога, одно дополнение к III отделению каталога). Издание выполнено на натуральной бумаге, переплетённой вручную, в шёлковом переплете с кожаным корешком и золотым тиснением. Каждое отделение альбома вместе с соответствующим ему отделением каталога вложено в отдельную коробку.